# Alpha Beta Gamma
Alpha Beta Gamma (ΑΒΓ) és una societat d'honor empresarial internacional establerta el 1970 a Manchester (Connecticut) per fomentar i concedir una beca a estudiants universitaris amb un currículum empresarial.

## Propòsit
- Distingir l'alt rendiment acadèmic dels estudis empresarials.
- Fomentar la recerca, el desenvolupament intel·lectual i la recerca de l'excel·lència en les carreres empresarials.
- Ensenyar el lideratge.
- Preveure un intercanvi d'idees intel·lectuals.
- Proporcionar oportunitats de treball en xarxa per als estudiants empresarials.[1]

## Requirements
- Per ser elegible per ser membre d'ΑΒΓ, un estudiant ha d'estar inscrit en un currículum empresarial en una universitat júnior, comunitària o tècnica o un programa acreditat de dos anys dins d'un college o universitat.
- L'estudiant ha d'haver completat 15 hores de crèdit amb almenys 12 hores de treball realitzades en cursos que condueixen a un títol reconegut per la seva institució. A més, l'estudiant ha d'haver demostrat l'excel·lència acadèmica aconseguint un 3.0 GPA o el seu equivalent en cursos d'empresa, així com una mitjana global de 3.0.

## Afiliació d'Alpha Beta Gamma
Alpha Beta Gamma és membre de l'Associació de Societats d'Honor Universitàries, i membre afiliat de l'Associació Americana de Col·legis Comunitaris (AACC) i l'Associació de Col·legis Comunitaris de Canadà (ACCC).